# イーグル・サミット
サミット（Summit ）はかつてクライスラー社がイーグルブランドで販売していた小型乗用車である。

## 概要
AMC時代から製造を継続していたメダリオンの後継車として登場。製造は日本にある三菱自動車の水島製作所とイリノイ州のダイアモンド・スター・モーターズ（DSM）で行われ、ジープ・イーグル販売部門にてキャプティバインポートモデルとして売られた。サミットは、北米市場においてジープ系ディーラーに訪れる顧客のニーズにこたえるべく設定された乗用車ラインナップのうちの1つであった。ポピュラー・メカニクス誌によればクライスラー名義へのバッジエンジニアリングへと至った経緯として、「アメリカの顧客は米国品を優先的に買いたいと望んでいる。しかし、日本のメーカーは、よりアメリカ人が必要とする自動車のタイプおよび優れた価格を提示しているためそちらのモデルを購入する。」というリサーチを得ていたため、当時グループ企業であった三菱製自動車を自社名義で販売を決めたことによるものであった。
ボディタイプは4種類あり、4ドアセダン・2ドアクーペ・3ドアハッチバックは三菱・ミラージュのOEMで、5ドアワゴンは三菱・RVRのOEMであった。

## 初代（1989年-1992年）
サミットは3代目ミラージュのバッジエンジニアリングモデルで、メダリオンの代替としてメダリオンの販売が終了した1989年より4ドアセダンが販売開始された。グレード展開はDL、LXの2種が設定された。翌1990年には最廉価グレードベースグレードと、最上級グレードのESが追加された。1991年にはマイナーチェンジを実施し、グリルのデザインを変更するとともに3ドアハッチバックが追加設定された。
ベースモデルの内装はファブリックシートに簡素な内張りでパワーステアリングも非装備であった。上級グレードのLX以降はパワーステアリングは標準搭載された。
エンジンは標準モデルでは81馬力を発生する1.5L直4エンジンが設定され、最上級グレードのESにのみ123馬力を発生する1.6LDOHC直4エンジンが搭載された。これに組み合わされるトランスミッションは5速MTが標準で、3速ATはオプションだった。ESのみ4速ATも選択可能であった。
製造は3ドアハッチバックが三菱自動車倉敷工場で、4ドアセダンはDSMで行われた。その他のクライスラー内のキャプティバインポートモデルとして、ダッジ・コルト（プリムス・コルト）がラインナップされていた。

## 2代目（1993年-1996年）
サミットは1993年モデルイヤーとしてフルモデルチェンジを実施する。ボディタイプは先代に設定された3ドアハッチバックはカタログ落ちし、従来の4ドアセダンに加え新たに2ドアクーペと5ドアワゴンが設定された。ワゴンは1991年から1992年モデルイヤーとして販売開始されている。セダンおよびクーペは4代目ミラージュ、ワゴンは初代RVR（三菱が現地で販売していたエキスポLRV）のバッジエンジニアリングとなっている。但し、ワゴンのスライドドア位置は日本仕様とは逆の左側となっている。なお、カナダ向けに販売されたサミットはアメリカ向けのラインナップとは異なっており、ベースにはミラージュセダンではなくランサーセダン（北米市場におけるミラージュ・セダン）が設定され、5ドアワゴンはサミットではなくイーグル・ビスタワゴンとして提供された。
グレード展開はDL、ESの2種が、ワゴンはDL、LX、AWDの3種が設定された。なお、1994年にはESは新たにESiへと名称を変えている。
サミットセダン、クーペはホイールベースが2インチ延長され、95馬力を発生する1.5L 直4エンジンおよびミラージュに新たに採用された113馬力を発生する1.8L 直4エンジンを搭載した。1.8LエンジンはセダンのESでは標準で、ほかはオプションとされた。ABSは標準モデルでは装備されておらず、ESの4ドアのオプションとして利用可能であった。すべてのサミットには、電動フロント・ショルダーベルト（俗に言うおせっかいシートベルト）が装備されていた。
サミットワゴンは、ほぼ同じ外観でプリムス・コルトビスタとしても販売された。内装レイアウトはRVRに準じるもので、取り外し可能なリアベンチシート、分割シートバックに加え、貨物スペース拡張のためにリアシートを前方に折りたたむことが出来た。 113馬力、1.8Lの直4エンジンが標準であったが、116馬力、2.4Lのオプションエンジンも設定され、それぞれのエンジンに5速MTまたはオプションの4速ATのどちらかを選択することが出来た。パワーステアリングはすべてのモデルに標準装備された。 駆動方式はAWDバージョンのみ四輪駆動で、ベース（DL）とLXモデルは前輪駆動であった。ABSはオプションで、エアバッグは設定されていなかった。
1995年、ベースとなったミラージュは5代目へとフルモデルチェンジしたが、サミットは1996年に生産終了するまで従来型のまま販売を継続していた。

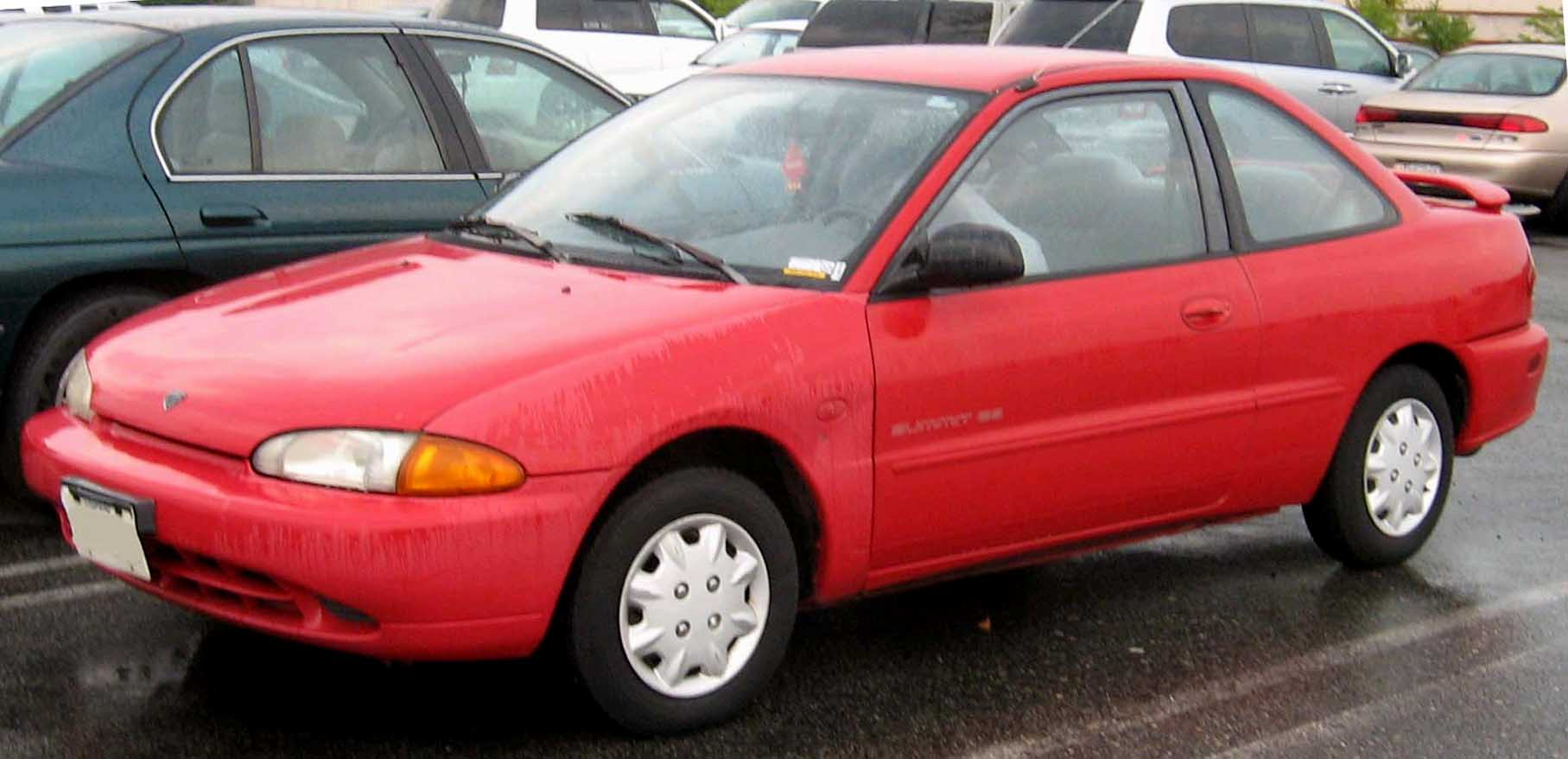
サミットクーペ
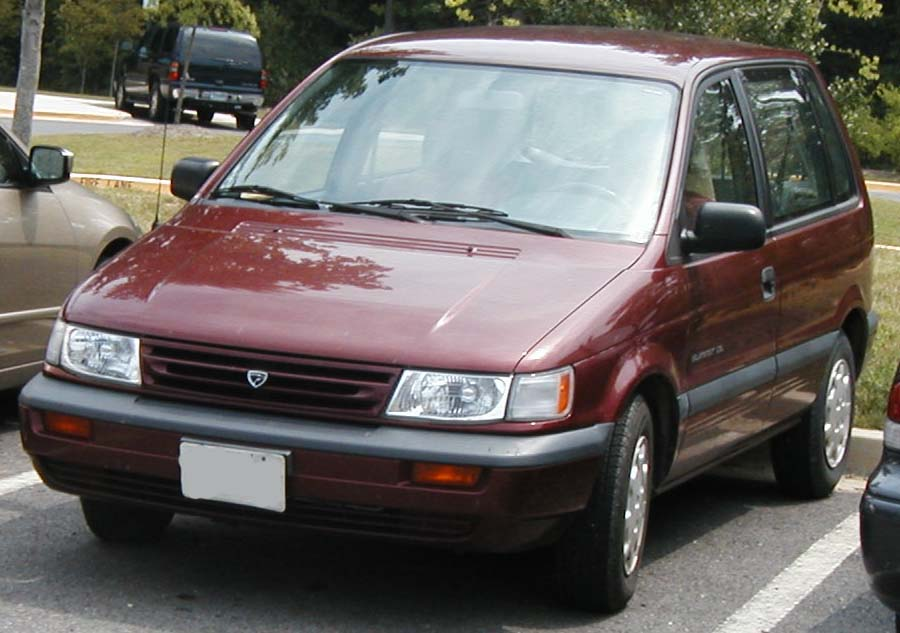
サミットワゴン